# Ayisha Issa
 (janvier 2014).
Ayisha Issa, née le 18 mars 1984 est une actrice québécoise, et elle est connue en interprétant le personnage Van Cleef dans le film L'Appât.

## Biographie
Ayisha Issa a joué dans la série télévisée Unité 9 où elle interprète une détenue qui vend de la drogue dans un milieu carcéral. Et elle a aussi joué quelques rôles au cinéma.

## Filmographie

### Séries télévisées
- 2011 : 30 vies : Clara
- 2013-2017 : Unité 9 : Brittany "Bouba" Sizzla
- 2017 : Dark matter : Solara (saison 3)
- 2020 : Dr. Bash :  Dre. June Curtis
- 2022 : Reginald the Vampire : l'assesseure (saison 1, épisode 10)

### Cinéma
- 2006 : Cheech : l'une des filles de Cheech
- 2010 : L'Appât : Van Cleef
- 2011 : Immortals : High Priestess #4
- 2013 : Warm Bodies : Athletic Woman
- 2013 : Betty et Coretta : Étudiante
- 2014 : Brick Mansions : Rayzah
- 2019 : Polar de Jonas Åkerlund : Jasmin
- 2018 : The Wall Street Project (The Hummingbird Project) de Kim Nguyen : Ophelia Troller
- 2019 : Polar : Jazmin
- 2024 : Dark Match : Miss Behave

### Jeux vidéo
- 2019 : Man of Medan : Fliss (voix et capture de mouvement)